# Wolfgang Amann (Politiker)
Wolfgang Gerhard Amann (* 19. Juli 1959 in Riedlingen) ist ein deutscher Kommunalpolitiker (parteilos, später CDU). 

## Biografie
Amann absolvierte eine Lehre als Industriemechaniker und besuchte von 1979 bis 1981 die Technische Oberschule in Ulm. Nach seinem Wehrdienst studierte Amann zunächst Mathematik und Sport an der Albert-Ludwigs-Universität Freiburg. Anschließend studierte er an der Hochschule Ravensburg-Weingarten Ingenieurwissenschaften und ist seitdem Diplom-Ingenieur.
Er war von 1998 bis 2014 der Oberbürgermeister der Stadt Geislingen an der Steige. In diesem Amt folgte ihm Frank Dehmer nach. Seit seiner Abwahl engagiert sich Amann politisch in der CDU.